# Original Creole Orchestra
La Original Creole Orchestra fue una de las más importantes bandas de jazz tradicional en Nueva Orleans (Luisiana, EE. UU.), que permaneció en activo entre 1911 y 1917.
La banda se formó como consecuencia de la disgregación de la Olympia Band, un grupo que estuvo activo entre 1900 y 1911 y que estaba dirigido por el cornetista Freddie Keppard, e incluyó a músicos como Lorenzo Tio, Sidney Bechet, Big Eye Nelson, King Oliver o Armand J. Piron. Algunos de los músicos que integraban esta banda, organizaron otra formación bajo la denominación de Original Creole Orchestra, bajo el impulso del propio Keppard y del contrabajista William Manuel Johnson, el primero de los bajistas de jazz en conseguir renombre, gracias a su estilo percusivo y el uso del pizzicato, frente a lo usual en la época, que era tocar con arco. La influencia de este músico fue enorme en los años sucesivos.
La banda incluía, además, a Eddie Venson (trombón), George Baquet (clarinete), Jimmie Palao (violín), Leon Williams (guitarra) y Dink Johnson (batería). La orquesta fue la primera en realizar extensas giras por los Estados Unidos y alcanzó fama nacional, hasta el punto de que la discográfica Víctor Records le ofreció un contrato de grabación, en 1916. Según los críticos William Russell y Stephen Smith, Freddie Keppard se negó por miedo a que otras bandas copiaran su estilo, lo que les impidió ser la primera banda de jazz en grabar y, sobre todo, hizo que no quedara registro alguno de su música. El repertorio de la Original Creole incluía temas clásicos del estilo Nueva Orleans, además de rags de Scott Joplin y composiciones propias.
En 1917, estando el grupo en Detroit, el clarinetista Jimmy Noone sustituyó a Baquet, pero apenas seis meses más tarde la banda se disgregó, pasando algunos de sus músicos a la Creole Band de King Oliver. 